# Multiculturalisme

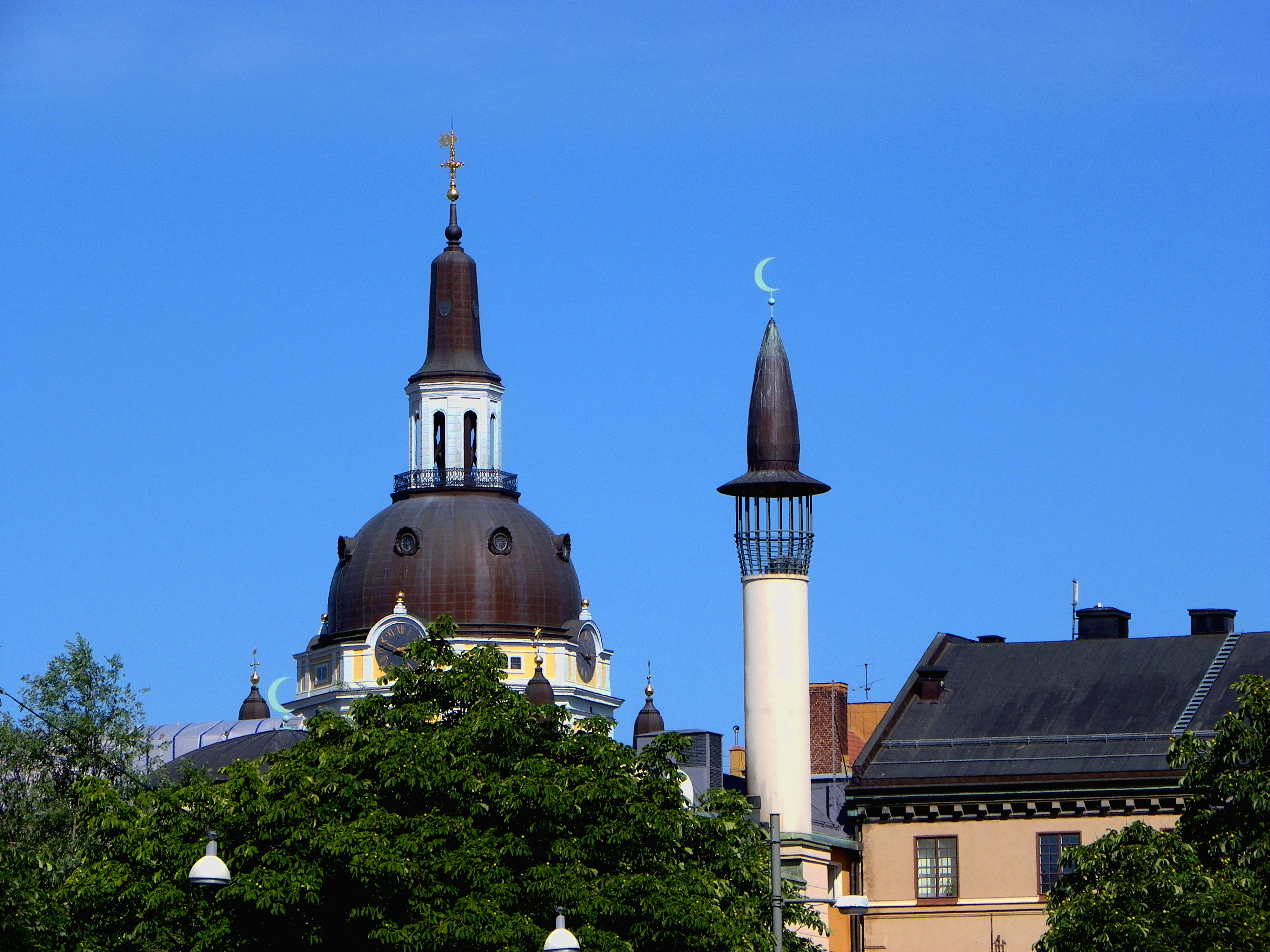
L'església Katarina i el minaret de la Mesquita d'Estocolm a prop de Medborgarplatsen a Estocolm.

El multiculturalisme o la multiculturalitat és l'existència plàcida vista com a enriquidora en un mateix territori de dues o més cultures (on totes menys una solen ser fruit de la immigració), com la ideologia política que es basa en la tolerància envers els costums de l'altre grup social. La diversitat cultural es veu com una riquesa que cal preservar; així, es duen a terme polítiques que tendeixin a afavorir l'expressió de les particularitats de les diverses cultures. També es permet l'existència d'estatuts (legals, administratius) específics per als membres d'una o altra comunitat cultural.
El multiculturalisme s'oposa, per tant, al racisme i a la xenofòbia, i a les seves manifestacions; però també a l'assimilacionisme o al segregacionisme. Tot això, en l'àmbit polític, comporta actuacions per evitar la discriminació o l'exclusió social d'un dels grups: el més feble. El multiculturalisme es distingeix, així, de l'interculturalisme, que el que promou és la interculturalitat i l'establiment, inexcusables, d'unes regles de convivència mínimes comunes (drets i deures ciutadans).

## Multiculturalisme i multiculturalitat
Es parla de multiculturalitat per designar la realitat sociològica d'existència de diverses cultures en un mateix territori. Es parla de multiculturalisme per designar una visió filosòfica i/o una acció (o proposició d'acció) política que promou aquesta realitat multicultural.
És objecte de debat si l'ideal multicultural de cultures coexistents en pau que s'interrelacionen i s'influeixen mútuament entre si, però romanen diferents, és sostenible, paradoxal o fins i tot desitjable, doncs els estats nació, que abans haurien estat sinònims d'una identitat cultural pròpia pròpia, la perden davant del multiculturalisme forçat i que això finalment erosiona la cultura diferent de les nacions d'acollida.

## La multiculturalitat en la literatura
Molt freqüentment la literatura ens acosta al tema de la cruïlla de cultures o als problemes de la immigració o simplement ens porta altres accents i mirades. Alguns autors i autores actuals que han aprofundit en la multiculturalitat a través de les seves obres poden ser: Jhumpa Lahiri, Amin Maalouf, Mohamed Chukri, Lucette Lagnado, Iñaki Carro, Angeles Caso, Sefi Atta, Ngozi Adichie, Fatima Mernissi, José Antonio González Sainz, Chimamanda Adichie, Julia Alvarez, Nicole Boumaâza, etc.